# Kinixys lobatsiana
Kinixys lobatsiana (Цинікса Лобатсе) — вид черепах з роду Цинікса родини Суходільні черепахи. Назва походить від містечка Лобатсе у Ботствані.

## Опис
Загальна довжина карапаксу досягає 16,7 см. Спостерігається статевий диморфізм: самиці більші за самців. Голова невеликого розміру, товста, трохи звужена. Карапакс подовжений, досить вузький, трохи куполоподібний з низьким медіальним кілем. Пластрон досить великий. На передніх лапах є по 5 кігтів.
Голова жовтувато-коричнева. Колір карапаксу коричневий — жовтувато-коричневий у самиць й молодняка та коричнево-червоний у самців — з темною облямівкою кожного щитка і світло-жовтими плямами. Пластрон жовтого кольору з декількома темними промінчиками.

## Спосіб життя
Полюбляє скелясті пагорби у лісистих місцевостях та чагарникових пустках. Харчується грибами, рослинністю, жуками, хробаками, багатоніжками.
Сезон парування починається в квітні. Самиця відкладає до 6 яєць. Інкубаційний період триває 313 днів.

## Розповсюдження
Мешкає на півночі Південно-Африканської Республіки і південному сході Ботсвани.